# 銀色單鰭七鰓鰻
銀色單鰭七鰓鰻（學名：Ichthyomyzon unicuspis），又稱銀色魚吸鰻，為圓口綱七鰓鰻目七鰓鰻科單鰭七鰓鰻屬的一種，分布於北美洲加拿大魁北克省到安大略省西南部的五大湖、聖羅倫斯河，南至美國密西西比河上游和俄亥俄河流域，成魚軀幹肌節49-52，口上板，單尖牙1-4顆，但通常為2顆；口下板，單尖齒5-12顆，通常7-8顆，縱向舌板，每片有33-40顆單尖齒，產卵時呈銀色或藍色。產卵前成蟲通常呈深棕色或棕褐色。背鰭是連續的，但可能有缺口，尾鰭圓形，體長可達20公分，棲息在水質清澈的溪流和湖泊，Ammocoete幼魚躲藏在砂石中，以藻類及有機碎屑為食，成魚利用口盤附著在其他魚類身上，然後用牙齒咬破宿主的皮膚和鱗片，以其體液為食，每年五月和六月，當水溫達到50°F時，成魚就會逆河產卵。它們用嘴叼著沙子和礫石，在河床中挖巢，一旦產卵完成，成魚就會死亡。